# Remington Steele
Remington Steele (conocida en Hispanoamérica como Con temple de acero y en España por su título original) es una serie de televisión estadounidense, emitida por la cadena NBC desde 1982 a 1987. La serie mezcla elementos de serie de detectives con un poco de comedia romántica.

## Trama
Laura Holt (Stephanie Zimbalist) es una detective dueña de su propia agencia de investigaciones pero, por el hecho de ser mujer, no consigue clientes. Para cambiar esta situación decide inventarse un ingenioso jefe masculino (también detective) llamado Remington Steele. Este cambio tiene el éxito esperado, llegando a convertirse en una afamada agencia de detectives.
Es en ese punto cuando un desconocido (Pierce Brosnan) llega a la agencia y asume la identidad de Remington Steele.

## Reparto
- Remington Steele - Pierce Brosnan
- Laura Holt - Stephanie Zimbalist
- Mildred Krebs (segunda temporada) - Doris Roberts
- Bernice Fox  - Janet DeMay
- Murphy Michaels - James Read
- Tony Roselli - Jack Scalia

## Temporadas
La serie emitió un total de cinco temporadas, siendo la quinta la más corta de todas debido a la decisión de dar final a la serie a causa de la pérdida de espectadores televisivos.